# Эм, Вильгельм
Вильгельм Эм (нем. Wilhelm Ehm; 30 августа 1918 года, Пула — 9 августа 2009 года, Росток) — военно-морской деятель Германской Демократической Республики, адмирал (1977 год). В 1959—1961 и 1963—1987 годах — командующий Военно-морским флотом Национальной Народной Армии ГДР.

## Биография
Из семьи плотника. В годы Первой мировой войны отец Эма служил в австро-венгерском флоте, поэтому сам будущий адмирал появился на свет в Пуле, главной военно-морской базе австро-венгерского ВМФ на Адриатическом море. Кроме него в семье был ещё старший брат Герман, родившийся в 1913 году. Младшая сестра Мария родилась в 1921 году. По окончании Первой мировой войны семья вернулась в Комотау, родной город отца в Богемии, и после распада Австро-Венгерской империи получила гражданство Чехословакии. Отец Эма работал муниципальным служащим, после смерти супруги в 1931 году женился снова, от второго брака родились сын и дочь.
Окончив восьмилетнюю школу, в 1932—1938 годах Вильгельм Эм получил профессию электрика и радиомеханика. В этот период он вступил в социалистическую организацию рабочей молодёжи.
В 1939 году, после аннексии Судетской области и установления немецкого протектората, получил гражданство Германии и был призван на военную службу в кригсмарине. 
В годы Второй мировой войны служил в тыловых частях на территориях Франции и Советского Союза в унтер-офицерском звании старшего радиотехника (нем. Oberfunkmeister). Непосредственного участия в боевых действиях не принимал.
В мае 1945 года при капитуляции находившихся в Курляндском котле остатков группы армий «Север» попал в советский плен, где оставался до декабря 1947 года. Содержался в лагере для военнопленных № 212 в Сегеже (Карелия). Работал прорабом бригады электриков, активно сотрудничал с лагерным антифашистским комитетом. 
После освобождения в декабре 1947 года и возвращения в Германию перебивался случайными заработками. В 1948 году Вильгельм Эм стал членом Социалистической единой партии Германии и поступил на работу в окружное управление СЕПГ на острове Рюген, учился в районной партийной школе. В начале своей партийной работы встречался с Вальдемаром Фернером, занимавшим должность первого секретаря окружного управления СЕПГ Штральзунда, которого впоследствии сменил на посту командующего военно-морскими силами ГДР.
В 1950 году Эм поступил на службу в Главное управление морской полиции Министерства внутренних дел ГДР, ставшей прообразом будущих ВМС ГДР, и менее чем за десять лет сделал головокружительную карьеру.
В 1950—1951 годах служил офицером связи при Главном управлении морской полиции (Hauptverwaltung Seepolizei), после реорганизации которой в 1952 году в Морскую народную полицию с 1954 по 1957 год являлся заместителем начальника штаба и руководителем организационного отдела. С 1 января 1958 года по 31 июля 1959 года служил заместителем командующего ВМС ГДР и руководителем тыловых служб.
1 августа 1959 года Вильгельм Эм с присвоением звания контр-адмирала был назначен на должность командующего ВМС ГДР (с 1960 года — Фольксмарине).
В 1961—1963 годах находился в СССР, обучаясь в Военно-морской академии в Ленинграде. На посту командующего Фольксмарине его временно замещал начальник штаба контр-адмирал Хайнц Нойкирхен.
После возвращения в ГДР в феврале 1963 года снова стал командующим Фольксмарине. 1 марта 1964 года получил звание вице-адмирала.
С 1972 года одновременно занимал должность заместителем министра национальной обороны ГДР. 7 октября 1977 года, в 28-ю годовщину образования ГДР, ему присвоено звание адмирала.
Кроме высшего военного образования имел учёную степень доктора философии.
В 1981—1989 годах являлся членом Центрального комитета СЕПГ.
Вышел в отставку 30 ноября 1987 года.
В 1994 году, после объединения Германии, Вильгельм Эм в числе десяти бывших высших офицеров Национальной народной армии — членов коллегии Министерства национальной обороны ГДР, отдававшей приказы о мерах по охране внутригерманской границы, в рамках так называемого «Процесса коллегии» привлекался к уголовной ответственности за пособничество непредумышленному убийству и покушению на убийство людей, пытавшихся нелегально пересечь государственную границу ГДР с Западным Берлином в период существования Берлинской стены. Обвинение в отношении него было отозвано «по состоянию здоровья».
Умер и похоронен в Ростоке.

## Награды
- Орден Карла Маркса (1983);
- Ордена «За заслуги перед Отечеством» в серебре (1960), в золоте (1978), почётная пряжка к ордену (1981);
- Орден «Знамя труда» 1 степени (1984);
- Боевой орден «За заслуги перед народом и Отечеством» в бронзе, серебре и золоте;
- Орден Шарнхорста;
- медали ГДР;
- иностранные награды.

## Воинские звания
- Контр-адмирал — 1 августа 1959 года;
- Вице-адмирал — 1 марта 1964 года;
- Адмирал — 7 октября 1977 года.

## Семья
В сентябре 1942 года в Комотау женился на Мелитте Чапек.

Попав в плен, не имел известий от супруги, проживавшей на острове Рюген, до весны 1947 года, когда получил первое письмо, из которого узнал о рождении сына. Младший сын появился после воссоединения семьи. Оба впоследствии стали морскими офицерами.